# Балабан Михайло Сергійович
Михайло Сергійович Балабан (19 вересня 1990, м. Харків, СРСР) — український хокеїст, воротар. Гравець національної збірної.
Вихованець харківської команди «Дружба-78». Виступав за «Дружба-78» (Харків), «Хімік-2» (Воскресенськ, Росія), «Сокіл» (Київ), «Донбас-2» (Донецьк), «Буран» (Вороніж, Росія), «Беркут» (Караганда, Казахстан).
У складі національної збірної України провів 3 матчі (12 пропущених шайб). У складі молодіжної збірної України учасник чемпіонатів світів 2008 (дивізіон I), 2009 (дивізіон I) і 2010 (дивізіон I). У складі юніорської збірної України учасник чемпіонатів світів 2005 (дивізіон I), 2007 (дивізіон I) і 2008 (дивізіон I).
Досягнення
- Чемпіон України (2008, 2010).